# Loftur Þorsteinsson
Loftur Þorsteinsson, även kallad Galdra-Loftur, född 1702, död okänt år, var en isländsk magiker (galdramästare). Han är känd i Islands legendflora för sina påstådda magiska bedrifter. 
Han var 1716 student vid latinskolan i Holar. Den mest kända historien om honom är då han försökte mana fram Rödskinna med hjälp av magi, men misslyckades. Enligt legenden ska han på grund av detta kort därefter ha dragits ned under vattenytan av en hand då han var ute och fiskade och därefter aldrig sett till igen. Det är bekräftat att han skrevs ut ur skolan 1722 och därefter inte hördes av någonstans igen.   